# Neoplan N4020
Neoplan N4020, Neoplan N4020NF, Neoplan N4020td – niskowejściowy autobus miejski, produkowany w latach 1993–1999 przez fabryki spółki Gottlob Auwärter GmbH & Co. oraz zakłady licencyjne.

## Historia modeli N4020

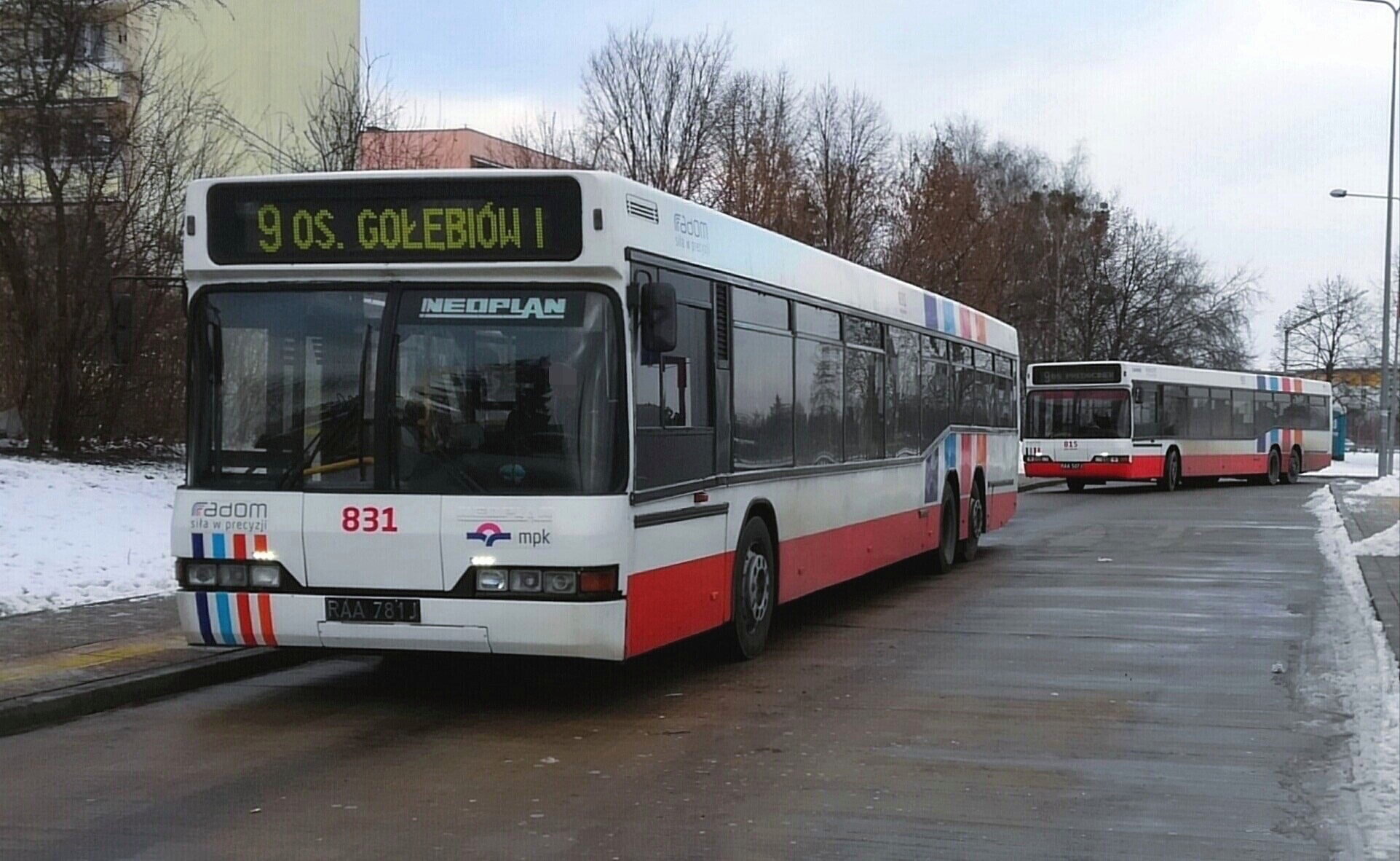
Neoplany N4020 z 1998 roku w Radomiu

„Neoplan N4020” powstał jako model pośredni między Neoplanem N4016 a Neoplanem N4021NF. Wchodzi w skład rodziny niskowejściowych autobusów miejskich Metroliner, w której znajdują się m.in. modele Neoplan N4009, Neoplan N4014, Neoplan N4016 oraz Neoplan N4021.
„Neoplan N4020” dla Warszawy (1994) był pierwszym autobusem sprzedanym przez Biuro Handlowe spółki Gottlob Auwärter GmbH & Co. z siedzibą w Warszawie. Był to jednocześnie pierwszy autobus niskowejściowy sprzedany w Polsce.
W Polsce produkowany na licencji w Bolechowie-Osiedlu koło Poznania od 1996 do 1999 roku przez Neoplan Polska. Powstało tu 169 sztuk modelu „Neoplan N4020” oraz 44 sztuki modelu „Neoplan N4020td” (wersja w pełni niskopodłogowa, z wieżową zabudową silnika). Wszystkie zostały sprzedane w kraju.